# Johannes Olearius (Theologe, 1546)

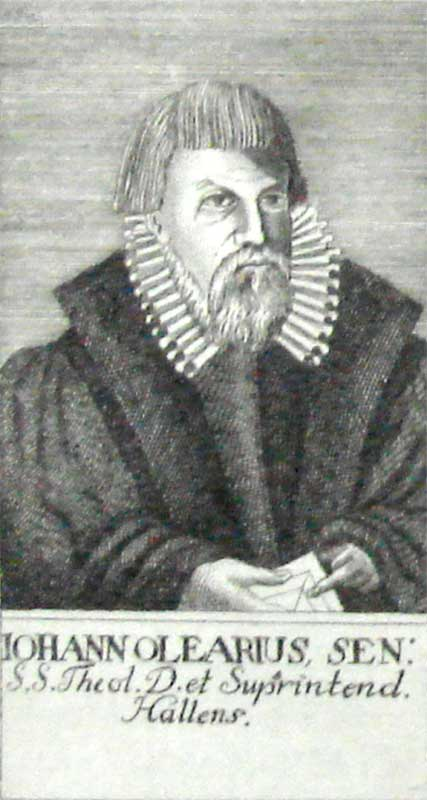
Johannes Olearius

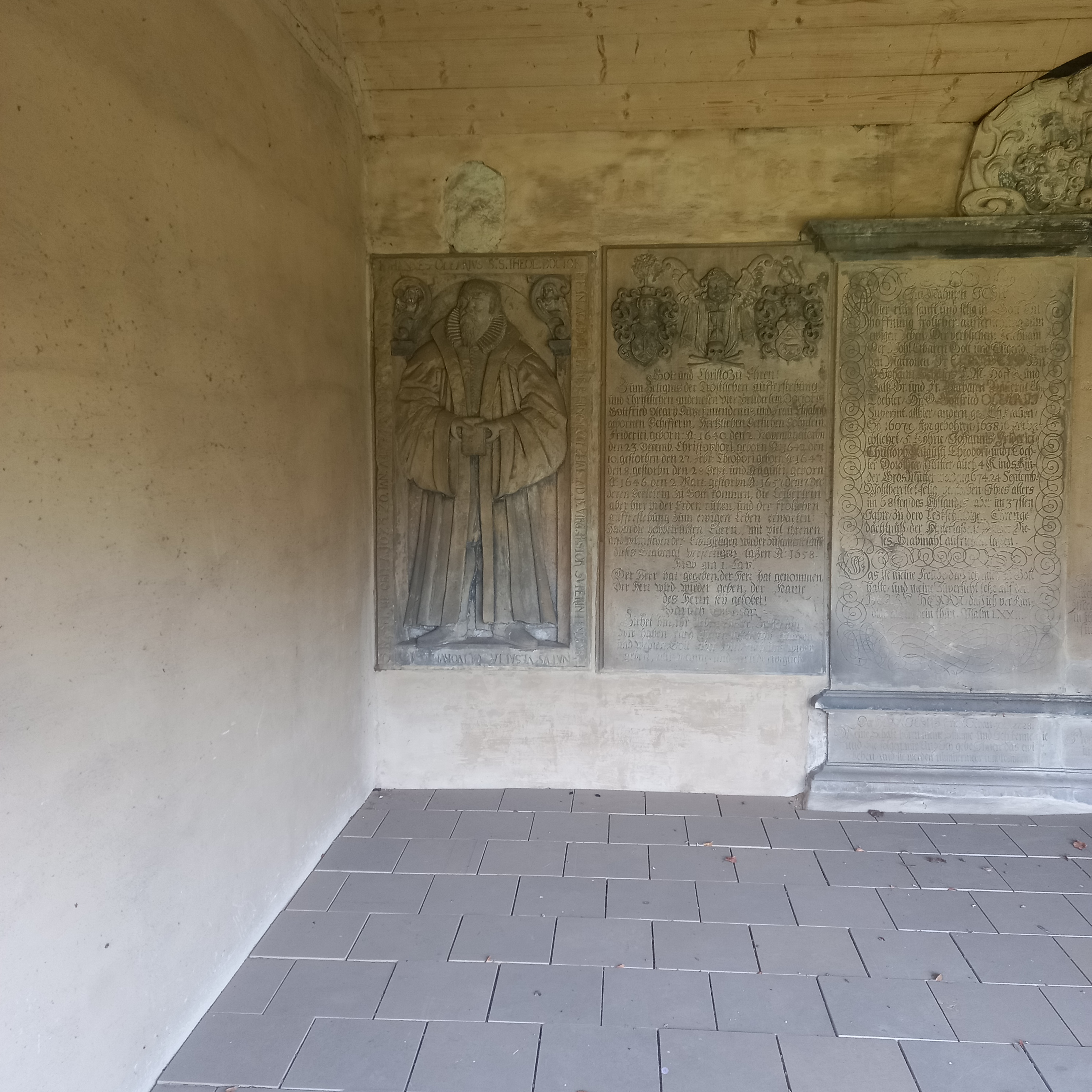
Das Grab von Johannes Olearius (links) auf dem Stadtgottesacker in Halle

Johannes Olearius (auch: Johann Kupfermann, Kupffermann, Coppermann; * 17. September 1546 in Wesel; † 26. Januar 1623 in Halle) war ein deutscher lutherischer Theologe und Philologe und Stammvater der sächsischen Gelehrtenfamilie Olearius.

## Leben
Der Sohn des Ölschlägers Jakob Coppermann und dessen Frau Anna Cronenbergs sollte nach dem Willen der Eltern ursprünglich Kaufmann werden. Da man den Eltern von diesem Entschluss abriet, konnte er das Gymnasium in Düsseldorf besuchen. 1566 nahm er ein Studium an der Universität Marburg auf und wechselte dann an die Universität Jena. Dort legte er sich die latinisierte Berufsbezeichnung seines Vaters als Gelehrtennamen zu. Am 18. Januar 1573 erwarb er unter dem Vorsitz von Ambrosius Reuden den akademischen Grad eines Magisters der Philosophie.
Seine weitere Laufbahn berührt sich mit der seines Landsmannes und künftigen Schwiegervaters Tilemann Hesshus. Am 26. Juli 1574 kam er als Archipaedagogus an das Gymnasium nach Königsberg (Preußen) und wurde am 7. Juni 1577 Professor der hebräischen Sprache an der Universität Königsberg. Aus dieser Position berief ihn Herzog Julius von Braunschweig-Wolfenbüttel 1578 an die neu gegründete Universität Helmstedt zum Professor der Theologie und der hebräischen Sprache. Im folgenden Jahr an seinem Hochzeitstag dem 12. Oktober 1579 wurde er in Helmstedt Doktor der Theologie, ging 1581 als Oberpfarrer und Superintendent nach Halle (Saale) und unterrichtete die hebräische Sprache am Hallenser Gymnasium, was vor allem der Ausbildung der Theologen diente. Als Vertreter der lutherischen Orthodoxie setzte er sich mit dem reformierten Theologen Wolfgang Amling im Fürstentum Anhalt auseinander, unterschrieb die Konkordienformel und beteiligte sich 1583 an der Kirchenvisitation des Erzstifts Magdeburg.
Sein Grab befindet sich in Halle auf dem Stadtgottesacker (Bogen 74).
Seine Urenkelin Dorothea Taust (1651–1730) war die Mutter Georg Friedrich Händels.

## Werke (Auswahl)
Neben unterschiedlichen Streitschriften und Predigten erschienen von ihm:
- Oratoria ecclesiastica.
- Disputationum Theolog. Partes duas: Institutionem principis christiani.
- Orationes varias.
- Annotationes in Prophetam Jonam.
- Dissertatio de Poenitentia. Helmstedt 1579
- Oratio in obitum Jacob Andreae. Helmstedt 1580
- Oratio in obitum Margarethae filiae Ducis Julii. Helmstedt 1580
- De causis cum ab ecclesia romana pontificia sit facienda secessio, disputatio J.O. quae habitur in inclyta schola Halensi. Mühlhausen 1589
- Criminationum pagellae Cerbestanae, quae Strena inscribitur, depulsio necessaria. Item disputatio et refutatio objectionum, quibus Amlingus hanc ceremoniam infamat. Halle 1591
- De papatu fugiendo et augustana confers. Vetinenda orationes duae habitae in scholae Halensi. Halle 1592
- Warnung und Bericht wider der Calvinischen Verwüstung. Halle 1597.

## Familie
Olearius war zwei Mal verheiratet. Seine erste Ehe schloss er in Helmstedt am 12. Oktober 1579 mit Anna (* um 1560; † 10. April 1600), der Tochter des Tilemann Hesshus (1527–1588) und dessen Frau Anna von Bert (1533–1564). Nachdem diese kurz nach der Geburt des siebten Kindes verstorben war, heiratete er am 8. Februar 1602 in Halle Sibylla († 4. August 1622), die Tochter des Pfarrers an der Hallenser Ulrichskirche Nicolaus Nicander (auch Siegmann; * 6. Dezember 1547 in Kissingen; † 6. August 1585 in Halle) und dessen Frau Eva Haffstein (auch Hoffmann aus Dippoldiswalde). Aus beiden Ehen entstammten insgesamt 14 Kinder, jeweils drei Söhne und vier Töchter aus erster und zweiter Ehe. Bekannt sind:
Aus erster Ehe:
- Johannes (* 11. Februar 1587 in Halle; † 21. September 1610 in Claw)[2]
- Anna (* 26. Juli 1589 in Halle; † 5. Februar 1664)
  1. Ehe 1608 mit dem Konrektor in Halle Nikolaus Gerlach
  2. Ehe mit dem Pfarrer in Gutenberg Johann Bencker
- Elisabeth (* 4. März 1591 in Halle; † 17. August 1613 ebenda) verh. mit dem Pfarrer in Eisleben Gottfried Nicander
- Jakob (* 9. Juni 1593 in Halle; † früh)
- Katharina (* 13. Januar 1595 in Halle; † 8. Juni 1672) verh. 1613 mit dem Hallenser Juristen Christoph Cuno.
 Sie ist Urgroßmutter von Georg Friedrich Händel
- Sophia (* 25. Februar 1598 in Halle) verh. mit dem Hallenser Kammerschreiber Gottfried Schilter
- Tilemann (* 19. März 1600 in Halle; † 9. April 1671 ebenda) Theologe in Halle

Aus zweiter Ehe:
- Maria (* 30. Januar 1603 in Halle; † früh)
- Gottfried (* 1. Januar 1604 in Halle; † 20. Februar 1685 ebenda) Superintendent von Halle
- Sibylla (* 13. Juni 1605 in Halle; († 1623?)) verh. mit Marcus Seising aus Obertau
- Maria (* 25. März 1607 in Halle, († 1623?)) verh. Samuel Schmid
- Christina (* 26. August 1609 in Halle; † 24. Mai 1672 in Schiepzig) verh. mit Andreas Bartenstein (Pfarrer in Trotha) und Samuel Cuno (Pfarrer in Giebichenstein)
- Johannes (* 17. September 1611 in Halle; † 24. April 1684 in Weißenfels) Generalsuperintendent
- Christian Wilhelm (* 11. Januar 1618 in Halle; † 26. August 1626 ebenda)